# Łazdoje

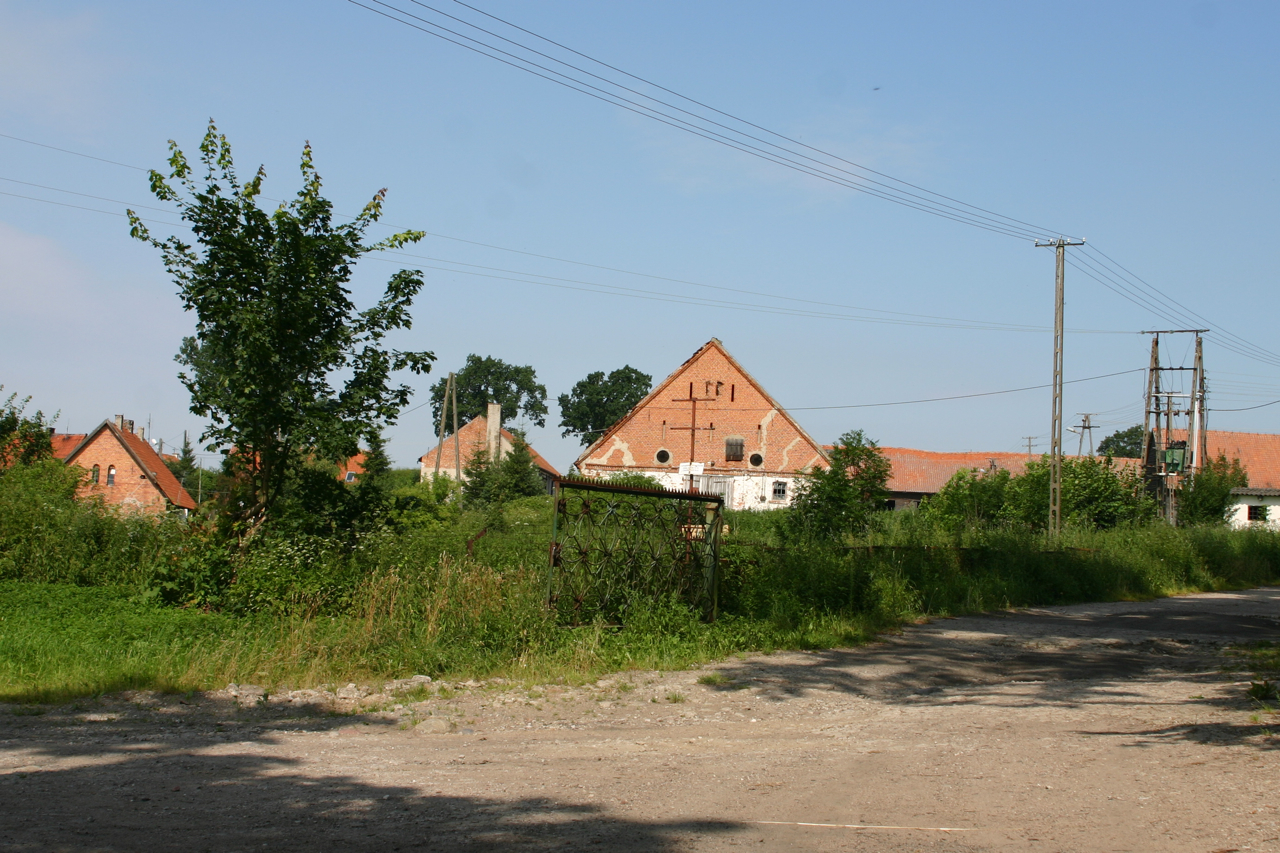
Łazdoje

Łazdoje (deutsch Laxdoyen) ist ein Dorf in der polnischen Woiwodschaft Ermland-Masuren. Die Ortschaft ist Teil des Schulzenamtes Wilkowo (Wilkendorf) in der Landgemeinde  Kętrzyn (Rastenburg) im Powiat Kętrzyński (Kreis Rastenburg).

## Geographische Lage
Das Dorf liegt im historischen Ostpreußen, etwa zwölf Kilometer südwestlich von Kętrzyn (Rastenburg) und 58 Kilometer nordöstlich von Olsztyn (Allenstein). Etwa  40 Kilometer nördlich befindet sich die Grenze zur russischen  Exklave Oblast Kaliningrad. Benachbarte Dörfer sind Wilkowo (Wilkendorf) im Norden, Rydwągi (Rudwangen) im Süden und Wólka Pilecka (Stechernsruh) im Westen.

## Geschichte
Die Anlegung der Ortschaft erfolgte 1374 nach Kulmer Recht. Mit der Anlage des Dorfes wurden die Einwohner für 14 Jahre von Abgabenlasten freigestellt. Im Jahr 1792 wurde das Rittergut von einem Ehepaar Hoverbeck aufgekauft. Um 1830 gehörten zu dem adligen  Dorf  2038 Morgen Land, ein Vorwerk und vier Bauernhöfe. Nachdem das Rittergut nach der Regulierung der bäuerlichen und gutsherrlichen Verhältnisse unter der Vorbesitzer-Familie Tiburzius in Konkurs gegangen war, wurde es im November 1830 von Christian Stadie ersteigert.
Zum 30. April 1874 wurden der Amtsbezirk Laxdoyen Nr. 4 aus den Landgemeinden Bärenwinkel (Barwik), Wilkendorf (Wilkowo), Marienhof (Marzenin) und Laxdoyen selbst gebildet. Zum 30. September 1928 wurden die Landgemeinde Bärenwinkel und der Gutsbezirk Laxdoyen zur Landgemeinde Laxdoyen zusammengefasst. In den 1920er Jahren gehört das 500 Hektar umfassende Gebiet mit drei Vorwerken dem Major Siegfried Mackentanz. Mackentanz baute hier Getreide an und züchtete Remonten.
Im Jahr 1945 gehörte Laxdoyen zum Landkreis Rastenburg  im Regierungsbezirk Königsberg der Provinz Ostpreußen des Deutschen Reichs.
Im Frühjahr 1945 wurde das Kreisgebiet von der Roten Armee besetzt. Im Sommer 1945 wurde Laxdoyen zusammen mit der südlichen Hälfte Ostpreußens von der sowjetischen Besatzungsmacht gemäß dem Potsdamer Abkommen unter polnische Verwaltung gestellt. Im Kreisgebiet begann daraufhin der Zuzug polnischer Bevölkerung. Soweit die deutschen Dorfbewohner nicht geflohen waren, wurden sie in der Folgezeit größtenteils aus Laxdoyen vertrieben.
1970 stand den jetzt 249 Einwohnern ein Kinosaal mit 50 Plätzen zur Verfügung. Seit der Reform der Verwaltungsstruktur 1973 ist Łazdoje Teil des Schulzenamtes Wilkowo in der Gemeinde Kętrzyn.

### Bevölkerungsentwicklung bis 1945
| Jahr | Einwohner | Anmerkungen                             |
| ---- | --------- | --------------------------------------- |
| 1816 | 066       | [ 6 ]                                   |
| 1831 | 084       | [ 2 ]                                   |
| 1852 | 116       | [ 7 ]                                   |
| 1858 | 111       | davon 93 Evangelische und 18 Katholiken |
| 1864 | 134       | am 3. Dezember                          |
| 1910 | 151       | am 1. Dezember                          |
| 1933 | 172       | [ 11 ]                                  |
| 1939 | 174       | [ 11 ]                                  |

Balkendiagramm der Einwohnerzahlen bis heute

### Amtsbezirk Laxdoyen (1874–1945)
Bei seiner Errichtung im Jahre 1874 gehörten zum Amtsbezirk Laxdoyen:
| Deutscher Name | Polnischer Name | Bemerkungen                        |
| -------------- | --------------- | ---------------------------------- |
| Bärenwinkel    | Barwik          | 1928 nach Laxdoyen eingegliedert   |
| Laxdoyen       | Łazdoje         |                                    |
| Mariendorf     | Marzenin        | 1928 nach Wilkendorf eingegliedert |
| Wilkendorf     | Wilkowo         |                                    |

## Kirche
Bis 1945 war Laxdoyen in die evangelische Kirche Bäslack (polnisch Bezławki) in der Kirchenprovinz Ostpreußen der Kirche der Altpreußischen Union sowie in die katholische Kirche Heiligelinde (polnisch Święta Lipka), von 1937 bis 1945 in die Kirche Wilkendorf (polnisch Wilkowo) im damaligen Bistum Ermland eingepfarrt.
Katholischerseits gehört Łazdoje nach wie vor zu Wilkowo, dessen Pfarrei in das  jetzige Erzbistum Ermland eingegliedert ist. Evangelischerseits orientieren sich die Einwohner Łazdojes zur Pfarrei Kętrzyn in der Diözese Masuren der Evangelisch-Augsburgischen Kirche in Polen.

## Sehenswürdigkeiten
Das Gutshaus aus dem Anfang des 20. Jahrhunderts ist erhalten, verlor aber bei Renovierungsarbeiten nach dem Zweiten Weltkrieg sein äußeres Dekor.

## Verkehr
Durch die Ortschaft führt die Woiwodschaftsstraße 591, welche in nördlicher Richtung nach etwa zehn Kilometern durch Kętrzyn führt und nach etwa 40 Kilometern an der Grenze zur russischen Oblast Kaliningrad endet. Ein Grenzübergang besteht hier aber nicht. In südlicher Richtung führt die DW 591 nach etwa 15 Kilometern nach Mrągowo, wo sie mit der Einmündung in die Landesstraße 59 endet. Nach Kętrzyn und Mrągowo bestehen Linienbusverbindungen.
Łazdoje besitzt keinen eigenen Bahnhaltepunkt. Der nächste Bahnhof befindet sich in Kętrzyn, von wo die PKP unter anderem direkte Verbindungen nach Olsztyn und Posen anbietet.
Der nächste internationale Flughafen ist der etwa 190 Kilometer westlich gelegene Lech-Wałęsa-Flughafen Danzig.